# August Heinrich Hoffmann von Fallersleben
Pour les articles homonymes, voir Hoffmann.
Œuvres principales
Das Lied der Deutschen, Unpolitische Lieder, Vorrede zu politischen Gedichten aus der deutschen Vorzeit

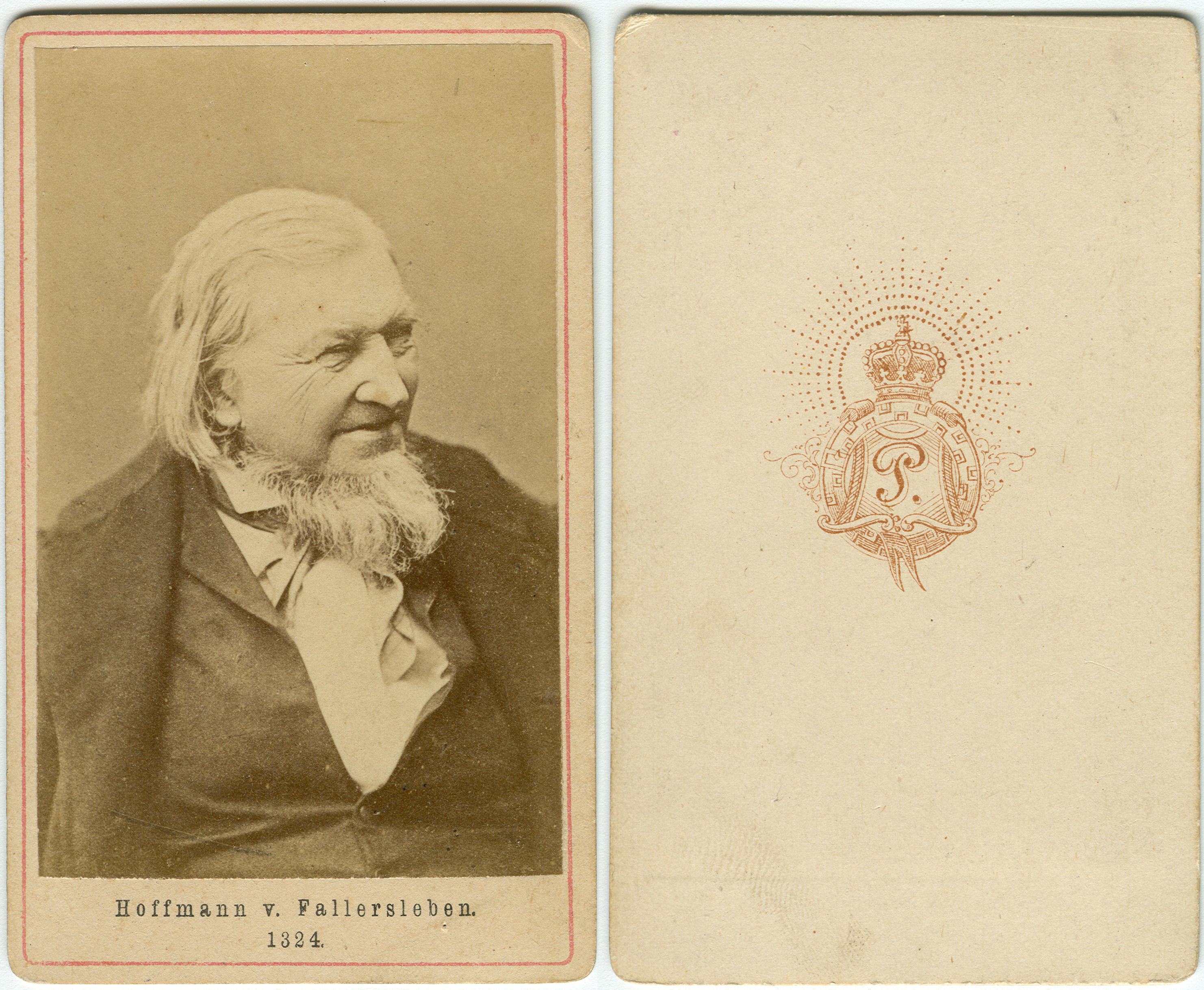
Carte de visite de Hoffmann, carte numéro « 1324 » par un photographe inconnu avec une couronne sur le P, circa 1860.

August Heinrich Hoffmann, connu sous le nom de Hoffmann von Fallersleben, né le 2 avril 1798 à Fallersleben (aujourd'hui quartier de Wolfsbourg, en Basse-Saxe) et mort le 19 janvier 1874 à Corvey, en province de Westphalie, est un professeur et écrivain allemand.
En 1841, il écrit l'hymne national allemand, Das Lied der Deutschen. Originaire de Fallersleben, près de Brunswick, il se fait appeler Hoffmann von Fallersleben, accolant son lieu de naissance à son patronyme afin d'éviter toute confusion avec d'autres auteurs, le nom « Hoffmann » étant très courant en Allemagne.

## Biographie
August Heinrich Hoffmann est le fils du maire de Fallersleben, Heinrich Wilhelm Hoffmann, hôtelier de profession, et de Dorothea Balthasar. Après avoir fréquenté l'école primaire de Fallersleben, il étudie au lycée de Helmstedt de 1812 à 1814, année au cours de laquelle il entre au lycée de Brunswick. Il écrit ses quatre premiers poèmes en mai 1815, à l'âge de 17 ans.
En avril 1816, à l'âge de 18 ans, Hoffmann entame des études de théologie à Göttingen. Il y fait la connaissance des frères Grimm et recentre ses études sur la philologie allemande.
En 1818, il suit son professeur d'université, Friedrich Gottlieb Welcker, pour intégrer l'université de Bonn, où il assiste aux cours de Jacob Grimm et d'Ernst Moritz Arndt.
En mai 1821, Hoffmann publie un premier recueil de poésie, Lieder und Romanzen (Chansons et romances).
En décembre 1821, il quitte Bonn pour s'installer à Berlin, où il devient bibliothécaire. Il y fait la connaissance du baron Karl Hartwig Gregor von Meusebach (en) dont la bibliothèque était connue de toute la Prusse. C'est là qu'il rencontre, entre autres, Savigny, Hegel, Chamisso et Uhland. En 1823, il est nommé conservateur de la bibliothèque de l'université de Breslau province de Silésie.
En 1830, au terme de ses études, il obtient son diplôme d'enseignant, qui lui permet de devenir d'abord professeur extraordinaire (sans chaire attitrée) avant d'être nommé, en 1835, professeur titulaire. Il enseigne alors la philologie allemande.
En 1840 et 1841, il publie Die unpolitischen Lieder (Chansons apolitiques), qui rencontrent un succès phénoménal pour l'époque, avec un tirage à 12 000 exemplaires.
Au cours de l'un de ses séjours à Heligoland, le 26 août 1841, il écrit le chant qui deviendra l'hymne national allemand, Das Lied der Deutschen, qui est interprété pour la première fois en public en octobre de la même année, à Hambourg.

### Exil
Du fait des opinions nationales libérales qu'il avait exprimées dans ses chansons apolitiques, en 1842, le gouvernement prussien le destitue de sa chaire de professeur, sans lui accorder de pension. Un an plus tard, il est déchu de sa citoyenneté et expulsé de Prusse. Connaissant là le tournant de son existence, Hoffmann est contraint à l'exil. En fuite, il erre alors à travers l'Allemagne, trouvant refuge chez des camarades politiques qui l'aident à se cacher afin de se soustraire à la surveillance constante de la police.
Au cours du XXe siècle, des plaques commémoratives seront apposées sur certaines des maisons dans lesquelles il a séjourné pendant sa vie d'errance, comme à Alt-Wolfsburg, quartier de la ville de Wolfsbourg, où l'on trouve apposée sur le mur du presbytère la mention suivante :
| Hoffmann von Fallersleben fand in diesem Pfarrhause vor dem Revolutionsjahr 1848 und danach Schutz auf der Flucht vor den staatlichen Verfolgern bei seinem Freund und politischen Weggefährten David Lochte, Pastor von St. Marien 1826-1862 | Hoffmann von Fallersleben, fuyant la persécution politique de l'État, a trouvé asile dans ce presbytère avant et après la Révolution de 1848, chez son ami et compagnon politique David Lochte, pasteur de St. Marien, 1826-1862 |

Au cours de ses années de clandestinité, il effectuera son séjour le plus long dans un domaine féodal du Mecklembourg, où le propriétaire le déclare comme vacher. C'est lors de cette période d'isolement à la campagne qu'il écrit ses plus belles chansons pour enfants. Pendant la révolution de 1848, il bénéficie d'une mesure d'amnistie grâce à laquelle il perçoit un dédommagement financier, sans toutefois recouvrer son poste de professeur.

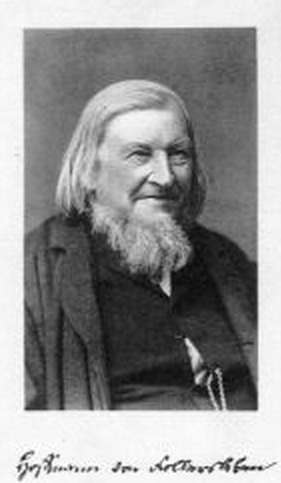
Hoffmann von Fallersleben.

### Mariage et descendance
Réhabilité, en 1849, Hoffmann rentre en Rhénanie. La même année, il épouse à l'âge de 51 ans sa nièce de 18 ans, Ida vom Berge, fille d'un pasteur de Hanovre. Ils ont ensemble un fils, né en 1855 à Weimar, prénommé Franz Friedrich en hommage à ses parrains, Franz Liszt et Friedrich Preller. Franz Friedrich Hoffmann fera ses études à l'académie des Beaux-Arts de Düsseldorf, puis à Weimar, pour ensuite devenir peintre. Il vit à Weimar jusqu'en 1888, année au cours de laquelle il devient professeur à Berlin, où il mourra en 1927.
Il est enterré à Weimar. Ses œuvres sont aujourd'hui exposées au Musée Hoffmann von Fallersleben de Wolfsbourg-Fallersleben.
Hoffmann von Fallersleben fait la connaissance du compositeur Franz Liszt en 1854 à Weimar, où il édite une revue littéraire pour le compte du grand-duc Charles-Alexandre. En 1855, la famille déménage pour s'installer à Corvey. Hoffmann obtient en 1860, par l'entremise de Liszt, un poste de bibliothécaire au château du duc Victor Ier de Ratibor. La même année, sa femme Ida décède.
August Heinrich Hoffmann meurt d'apoplexie le 19 janvier 1874 à Corvey, à l'âge de 75 ans. Il sera enterré aux côtés de son épouse au cimetière de l'abbaye de Corvey, et quatre mille personnes assisteront à ses obsèques.

## Dimension politique
Hoffmann fut éveillé à la politique dès l'enfance. Né quelques années après la Révolution française, il grandit dans ce qui restait du Saint-Empire romain germanique éclaté en centaines de minuscules principautés. Enfant au temps de l'occupation napoléonienne, il vit l'introduction des droits du citoyen (égalité de tous devant la loi, liberté de religion, procès publics, etc.). Après le retrait de la Grande Armée à la suite de sa défaite en Russie en 1812, la patrie du poète vit revenir l'ancien régime, sous la forme du royaume de Hanovre.
La dimension politique de Hoffmann réside dans son combat pour les libertés citoyennes perdues et pour la constitution d'une patrie allemande unie. Son Deutschlandlied, de son temps chanté avec enthousiasme par des étudiants et des citoyens épris de liberté, joua un rôle majeur dans cette unification. Ses poèmes, les chants apolitiques, qui sont bien sûr tout sauf apolitiques, s'en prennent à certaines mœurs étatiques/politiques de son époque parmi lesquelles :
- une nation affaiblie par ses divisions (Kleinstaaterei)
- la censure de la presse
- l'arbitraire princier
- le pouvoir absolu de la police et de l'armée

Fallersleben n'était cependant pas démocrate. Son objectif politique était avant tout l'unification allemande, pour laquelle il n'hésitait pas à réclamer le rétablissement d'un empereur.

### Francophobie
Une autre pensée caractéristique de Fallersleben est sa haine de la France, nation coupable d'avoir abattu le Saint-Empire romain germanique et qu'il dépeignait avec des vœux d'anéantissement dans ses poèmes et ses lettres.
| […] „und läßt uns nur den Haß übrig, den Haß gegen dies verworfene Franzosengeschlecht, diese Scheusale der Menschheit, diese tollen Hunde, diese grande nation de l'infamie et de la bassese. Gott gebe und Er gibt es, daß wir aus diesem schweren Kampfe glorreich hervorgehen und der Menschheit den großen Dienst erweisen, daß mein, unser aller 'Deutschland über alles' zur Wahrheit wird.“ Brief an Adolf Strümpell, 27. August 1870 | […] « et ne nous reste que la haine, la haine contre cette race damnée des Français, ces monstres de l'humanité, ces chiens fous, cette grande nation de l'infamie et de la bassese. Que Dieu nous offre, et Il nous l'offre, de sortir de ce combat couverts de gloire et de rendre cet immense service à l'humanité que pour moi et pour nous tous, 'l'Allemagne au-dessus de tout' devienne une réalité. » Lettre à Adolf Strümpell, 27 août 1870 |

### Vœu réalisé
Les œuvres de Fallersleben firent immédiatement sa célébrité, mais lui coutèrent par contre sa carrière professionnelle. Hoffmann apprit de son vivant encore, l'accomplissement de son vœu politique le plus cher, une Allemagne unie et libre, lorsqu'en 1871 l'Empire allemand fut fondé sous l'égide de Bismarck.

## Mémoriaux

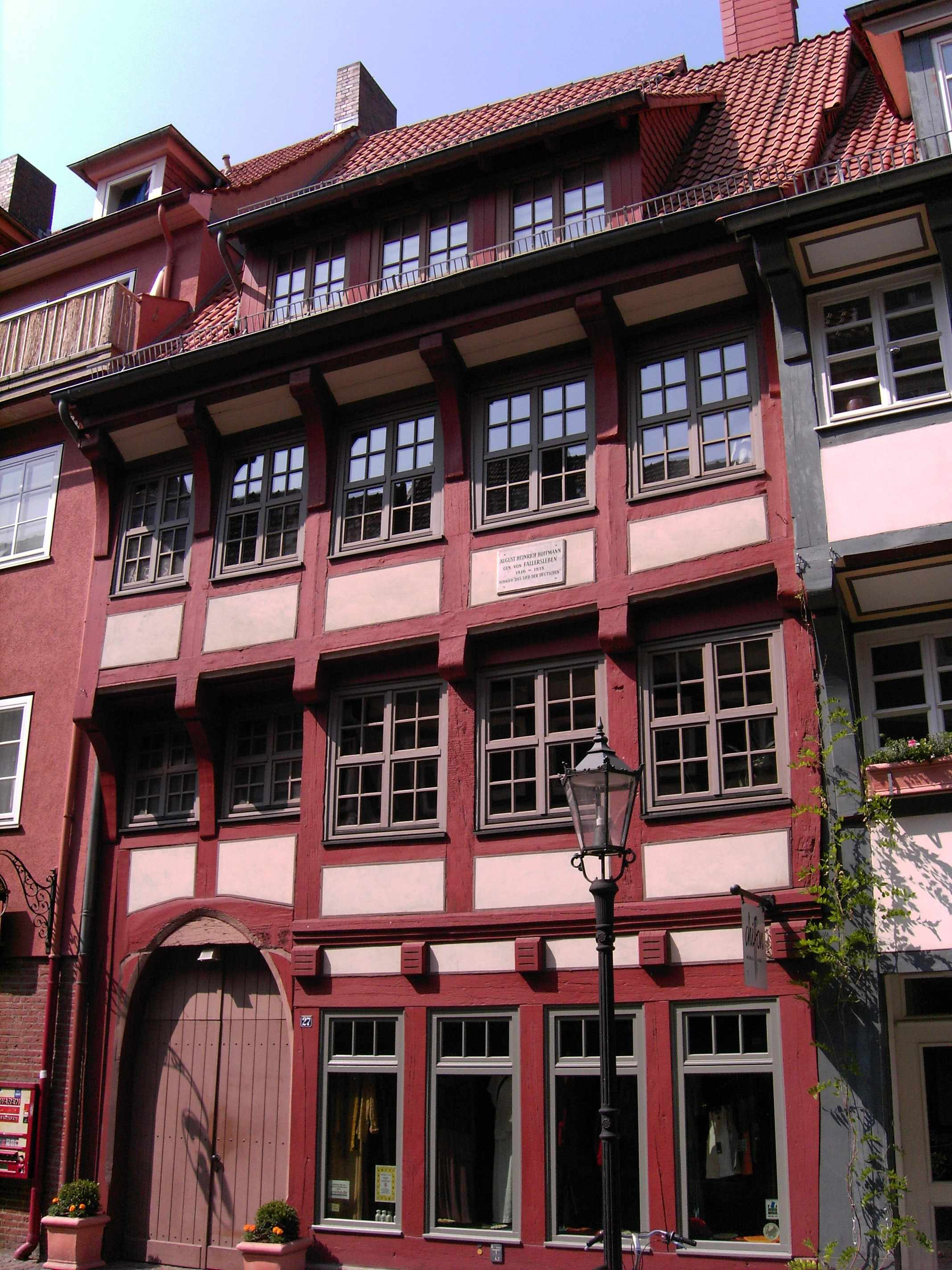
Hoffmann von Fallersleben.

- La ville de Wolfsbourg a érigé un musée Hoffmann von Fallersleben dans le château Fallersleben.
- La maison natale de Hoffmann, qui appartient de nos jours à la ville de Wolfsbourg, est devenue un hôtel-restaurant avec une partie musée (la maison de Hoffmann).
- Dans plusieurs villes (entre autres Brunswick, Hanovre, Höxter, Lütjenburg, Weimar et Wolfsbourg), des écoles furent baptisées à son nom.
- Un prix Hoffmann von Fallersleben est remis à sa mémoire tous les deux ans par la société Hoffmann von Fallersleben.

## Œuvres
- Gesammelte Werke "Œuvres rassemblées" (posthume - 1893)
- Politische Gedichte aus der deutschen Vorzeit "Poèmes politiques d'avant l'Allemagne" (1843) (adaptation numérique: UB Bielefeld)

En dehors de ses déclamations politiques, le poète a créé cinq cent cinquante chants pour enfants, dont quatre-vingts qu'il a mis en musique. En outre, il a aussi écrit des chants populaires et des chants patriotiques.
Ses chants les plus connus sont :
- Alle Vögel sind schon da « Tous les oiseaux sont déjà là » (à Althaldensleben)
- Ein Männlein steht im Walde (de) « Un petit homme dans la forêt » (Dez. 1843)
- Summ, summ, summ (de) (…Bienchen summ herum) « (…la petite abeille bourdonne tout autour) »
- Winter, ade! Scheiden tut weh (de) « Adieu l'hiver, les séparations sont douloureuses »
- Kuckuck, Kuckuck, ruft's aus dem Wald (de) « Coucou, coucou, entend-on de la forêt »
- Morgen kommt der Weihnachtsmann (de) « Demain vient le père Noël »
- Der Frühling hat sich eingestellt « Le printemps s'est installé »
- Auswanderungslied « Chant d'émigration »
- Ruwertallied « Chant du Ruwertal »
- Das Lied der Deutschen, « Le chant des Allemands » dont la troisième strophe est l'hymne national de la république d'Allemagne.

## Sources
- (de) Cet article est partiellement ou en totalité issu de l’article de Wikipédia en allemand intitulé « August Heinrich Hoffmann von Fallersleben » (voir la liste des auteurs).